# Ricardo Esgaio
Ricardo de Sousa Esgaio (Nazaré, 16 de maio de 1993) é um futebolista português que atua como Lateral-direito. Atualmente, joga no Corinthians.

## Carreira
Vindo da Nazaré, Ricardo Esgaio chegou ao Sporting em 2005. Foi campeão nacional de iniciados e juniores antes de passar para a equipa B, onde se destacou ao marcar 17 golos em 27 encontros, jogando a extremo.
Estreou-se na equipa principal em dezembro de 2012 como titular na vitória frente ao Videoton, para a Liga Europa e, em 2013/14, voltou a fazer mais uma grande temporada na equipa B (39 jogos com 16 golos).   Na época seguinte fez dez partidas na equipa principal e no mercado de inverno ao Académica de Coimbra, onde se afirmou como lateral-direito.
Esteve mais duas temporadas ao serviço do Sporting, antes de ser transferido para o Braga, onde viveu uma das fases mais sólidas da sua carreira. Seguiram-se quatro épocas em Braga, onde chegou a capitão, com um total de 179 jogos e oito golos. Ganhou a Taça da Liga, em 2020, e a Taça de Portugal de 2021. 
Com a chegada de Ruben Amorim ao Sporting passou a ser um dos alvos preferenciais para o reforço da ala direita, acabando por voltar num negócio de 5,5 milhões.  Pelo Sporting, conquistou dois campeonatos nacionais, duas Taças de Portugal, uma Taça da Liga e uma Supertaça.
Com quase 100 internacionalizações em todos os escalões jovens portugueses, Ricardo Esgaio marcou presença em fases finais de um Campeonato da Europa de Sub-19, um Campeonato do Mundo de Sub-20, um Campeonato da Europa de Sub-21 e uns Jogos Olímpicos. Foi capitão da seleção sub-21 de Portugal que atingiu a final do Campeonato Europeu de 2015. 

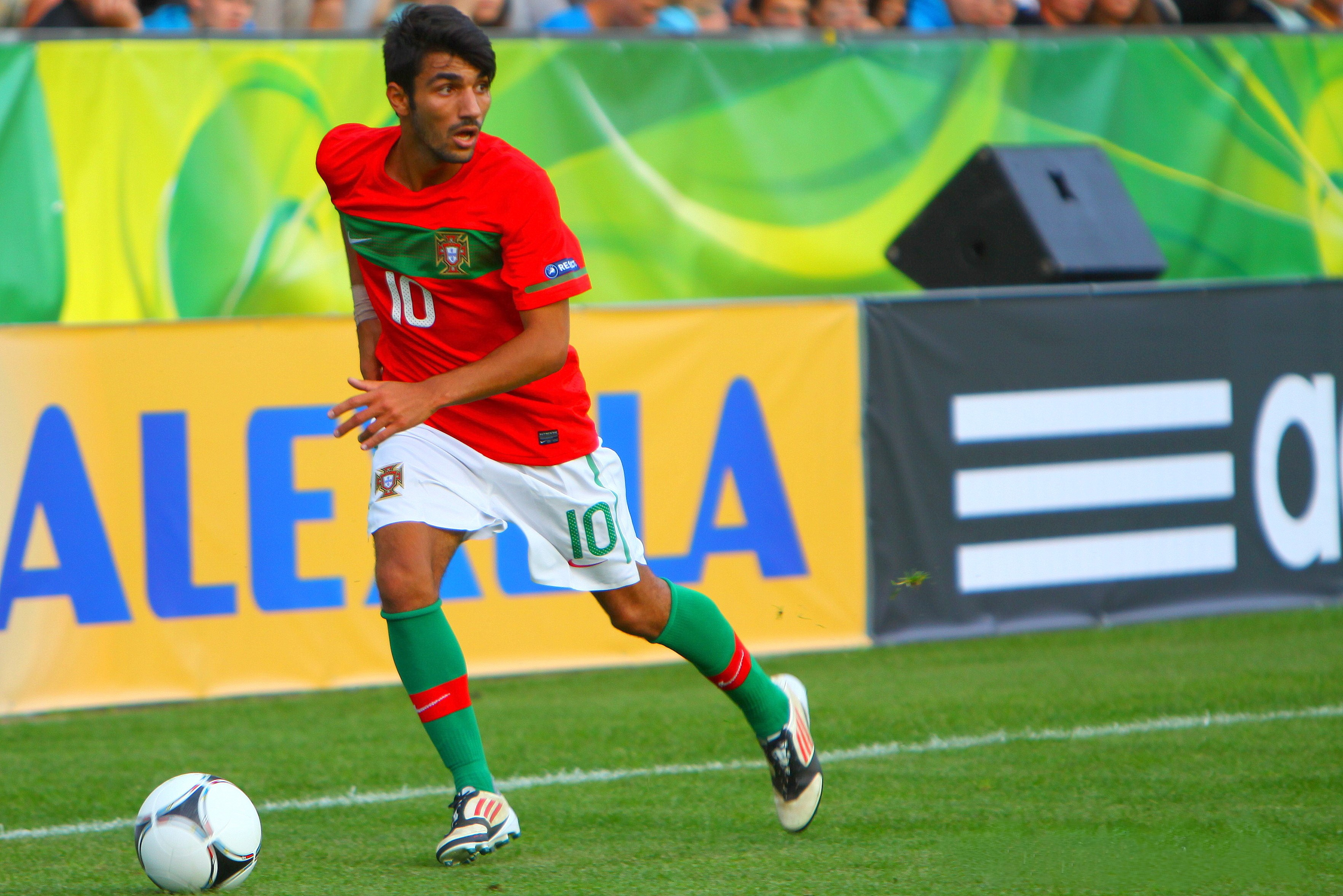
Ricardo Esgaio frente à Estónia, a representar a seleção portuguesa de sub-19.

## Títulos
Sporting
- Taça de Portugal: 2014–15
- Supertaça Cândido de Oliveira: 2021
- Taça da Liga: 2021–22
- Primeira Liga: 2023–24, 2024–25[9]

Braga
- Taça de Portugal: 2020–21
- Taça da Liga: 2019–20

### Prêmios individuais
- Seleção da Primeira Liga: 2019–20